# Populus adenopoda
Populus adenopoda là một loài thực vật có hoa trong họ Liễu. Loài này được Maxim. miêu tả khoa học đầu tiên năm 1879.